# Aslan Bžania
Aslan Gjargj-ipha Bžania (in abcaso Аслан Гьаргь-иԥа Бжьаниа; in georgiano ასლან გიორგის-ძე ბჟანია? in russo Аслан Георгиевич Бжания?, Aslan Georgievič Bžanija; Tamiši, 6 aprile 1963) è un politico abcaso, dal 2020 al 2024 è stato presidente dell'Abcasia, regione separatista della Georgia autoproclamatasi indipendente.

## Biografia
Bžania è nato nel villaggio di Tamiši, nel distretto di Ochamchira, nell'allora RSSA Abcasa. Nel 1985 si è laureato presso l'Università di automobili e costruzioni stradali di Mosca.
Tra il 1991 e il 1993, durante la guerra georgiano-abcasa, Bžania ha lavorato per il servizio di sicurezza statale dell'Abcasia. Nel 1994 si è trasferito a Mosca per lavorare come uomo d'affari. Quattro anni dopo si è laureato presso l'Accademia presidenziale russa dell'economia nazionale e della pubblica amministrazione. Tra il 1º gennaio 2009 e il 24 febbraio 2010, Bžania è stato consulente per l'ambasciata abcasa a Mosca.
Il 23 febbraio 2010, dopo la rielezione del presidente dell'Abcasia, Sergej Bagapš, Bžania è stato messo a capo del Servizio di sicurezza dello Stato, in sostituzione di Iuri Ashuba. Dopo la morte di Bagapš nel 2011, è stato riconfermato dal nuovo presidente abcaso Alexander Ankvab.
Nel 2014, dopo la rivoluzione di maggio contro Ankvab, Bžania è diventato il candidato del governo uscente alle successive elezioni presidenziali, correndo con Astan Agrba come candidato alla vicepresidenza. La coppia è stata nominata da un gruppo di iniziativa il 23 luglio e ha ricevuto il sostegno del partito politico Amtsakhara, dell'ex vicepresidente Mikhail Logua e di alcuni membri dello staff del candidato Beslan Eshba, che era stato escluso dalla corsa presidenziale.
Il 21 luglio, un gruppo di cittadini ha presentato una petizione alla Corte Suprema per dichiarare invalida la candidatura di Bžania, sostenendo che non soddisfava il requisito di residenza di cinque anni, avendo vissuto a Mosca fino al febbraio 2010. Il caso è stato archiviato perché i termini di prescrizione erano scaduti.
Bžania ha perso le elezioni al primo turno contro il leader dell'opposizione Raul Khajimba, arrivando secondo con il 35,88% dei voti.
Il 3 dicembre 2016, Bžania è stato arrestato dalle guardie di frontiera russe prima di attraversare il confine con l'Abcasia. L'evento ha scatenato le proteste dell'opposizione abcasa, che ha affermato che Bžania fosse stato arrestato su ordine delle autorità abcase. Il 4 dicembre, il presidente Khajimba ha chiesto all'ambasciatore russo in Abcasia di facilitare il rilascio di Bžania. In serata è stato rilasciato e gli è permesso di attraversare il confine. In una conferenza stampa il 6 dicembre, Bžania ha dichiarato di non avere prove dirette del coinvolgimento del governo abcaso, ma ha affermato che durante la detenzione è stato avvicinato da un uomo in abiti civili che gli ha detto che era una minaccia sia per lo stato russo per quello abcaso. Descrisse anche come fosse stato sottoposto a molteplici test per alcol e droghe e come la sua arma personale, le sue munizioni e la sua licenza fossero state sottoposte a un attento esame.
Nel 2019 Bžania si è candidato nelle elezioni presidenziali, ma nell'aprile dello stesso anno è stato ricoverato in un ospedale di Mosca in gravi condizioni. Gli è stata riscontrata la presenza nel sangue di una grande dose di mercurio e alluminio, cosa che ha portato a sospettare di un avvelenamento. A partire da maggio 2019, è rimasto internato in clinica a causa di problemi al sistema respiratorio. Viste le sue precarie condizioni di salute, Bžania si è ritirato dalla competizione elettorale il 15 luglio. Era considerato il candidato favorito.
La tornata elettorale del 2019 fu poi vinta da Khajimba, ma ciò ha suscitato proteste e nel gennaio 2020 la Corte Suprema dell'Abcasia ha annullato i risultati. Khajimba ha rassegnato le dimissioni dalla presidenza il 12 gennaio e sono state indette nuove elezioni per il 22 marzo. Bžania ha partecipato a queste elezioni e ha vinto con il 59% dei voti.
Nel dicembre 2021 ha dovuto affrontare una serie di dure proteste. Il 19 novembre 2024, dopo quattro giorni di proteste per la richiesta di approvazione di un accordo sugli investimenti con la Russia, i manifestanti d'opposizione hanno sequestrato gli edifici governativi e hanno costretto il Presidente Aslan Bžania e il primo ministro Alexander Ankvab a presentare le dimissioni dalla carica. Il Vice Presidente Badra Gunba viene nominato come nuovo Presidente ad interim.